# Centralny Urząd Planowania (1988–1996)
Centralny Urząd Planowania – jednostka organizacyjna rządu istniejąca w latach 1988–1996, która była kolegialnym organem Rady Ministrów w sprawach planowania społeczno-gospodarczego oraz planu zagospodarowania przestrzennego kraju i planów regionalnych. Powstał na podstawie ustawy z 23 grudnia 1988 r. o utworzeniu Centralnego Urzędu Planowania i zastąpił Komisję Planowania przy Radzie Ministrów. Zniesiony na podstawie ustawy z 1996 r. – Przepisy wprowadzające ustawy reformujące funkcjonowanie gospodarki i administracji publicznej zlikwidowano Centralny Urząd Planowania.

## Zakres działania Urzędu
Do zakresu działania Urzędu należało:
- opracowywanie projektów długookresowych programów działań gospodarczych państwa,
- opracowywanie wspólnie z Ministrem Finansów oraz zainteresowanymi ministrami – opracowywanie projektów rocznych założeń polityki społeczno-gospodarczej, które po uchwaleniu przez Radę Ministrów stanowią podstawę do prac nad projektem budżetu państwa,
- koncepcji przestrzennego zagospodarowania kraju,
- zasad polityki regionalnej państwa,
- sporządzanie okresowych analiz realizacji programów.
- sporządzanie analiz sytuacji społeczno-gospodarczej kraju oraz prowadzenie studiów dotyczących podstawowych problemów społeczno-gospodarczych kraju i regionów,
- opracowywanie krótko-, średnio- i długookresowych prognoz gospodarczych,
- opracowywanie założeń polityki inwestycyjnej ze szczególnym uwzględnieniem inwestycji realizowanych z udziałem środków budżetu państwa,
- sporządzanie analiz i ocen zasobów pracy i zasobów materialnych w gospodarce,
- sporządzanie analiz i ocen funkcjonujących w gospodarce mechanizmów rynkowych i rozwiązań systemowych,
- prowadzenie studiów i analiz w zakresie współpracy gospodarczej z innymi państwami i organizacjami międzynarodowymi,
- inicjowanie i organizowanie prac związanych z projektowaniem założeń polityki gospodarczo-obronnej oraz wykonywanie innych zadań o charakterze obronnym, określonych w odrębnych przepisach,
- koordynowanie zadań w zakresie rezerw państwowych, realizowanych przez właściwe organy państwowe,
- wykonywanie innych zadań określonych w odrębnych przepisach.

## Kierownictwo Urzędu

### Zakres zadań
Urzędem kierował Minister-Kierownik Urzędu i realizował poniższe zadania:
- ustalał w porozumieniu z Ministrem Finansów oraz zainteresowanymi ministrami, zasady opracowywania projektów rocznych założeń polityki społeczno-gospodarczej,
- współdziałał z właściwymi naczelnymi i centralnymi organami administracji państwowej w zakresie przygotowywania projektów założeń,
- współdziałał z wojewodami w zakresie polityki regionalnej państwa,
- wspomagał gminy i ich związki w opracowywaniu programów społeczno-gospodarczych, udostępniając im niezbędne informacje i udzielając pomocy metodycznej[1].

### Ministrowie-Kierownicy CUP
- 1989: Franciszek Gaik[3]
- 1989–1991: Jerzy Osiatyński[4]
- 1991–1992: Jerzy Eysymontt[5]
- 1992–1993: Jerzy Kropiwnicki[6]
- 1993–1996: Mirosław Pietrewicz (ostatni)[7]